# Herchies (Oise)
Herchies é uma comuna francesa na região administrativa de Altos da França, no departamento de Oise. Estende-se por uma área de 4,41 km². Em 2010 a comuna tinha 661 habitantes (densidade: 149,9 hab./km²).